# Хана Шигула
Хана Шигула (на немски: Hanna Schygulla (ˈhana ʃyˈɡʊla)) е германска актриса и певица на шансони. 

## Биография
Хана Шигула е родена на 25 декември 1943 година в Кьонигшуте, Силезия днес Хожов в Полша. Родителите й са германци, Антони (по баща Мзик) и Йозеф Шигула  И двете имена Шигула (също изписвани Szyguła) и Мзик са от полски/силезийски произход. Баща й е търговец на дървен материал, призован е като пехотинец в германската армия и е заловен от американските сили в Италия, след което е държан като военнопленник до 1948 г. През 1945 г. Шигула и майка й пристигат като бежанци в Мюнхен, след експулсирането на мнозинството немскоезично население на Кьонигшуте от комунистическа Полша.  След като завършва гимназия, отива на обменно пътуване в Париж за една година. През 1964 г. в Мюнхен тя учи германистика и романистика и планира да стане учител, докато през свободното си време взема уроци по актьорско майсторство в Мюнхен.

### Кариера
През 1966-1967 г. Хана Шигула взема уроци по актьорско майсторство в студиото на Фридъл Леонхард. През септември 1967 г. тя се запознава с Райнер Вернер Фасбиндер и идва в „Театърът на действието“. През юни 1968 г. „Театърът на действието“ е затворен поради неспазване на правилата за пожарна безопасност, а според актьорите, по политически причини. Част от трупата организира Антитеатър.
През 1967-1969 г. тя играе в много от спектаклите на Фасбиндер. През 1968 г. прави своя филмов дебют във филма на Жан-Мари Щрауб „Младоженецът, комикът и сводникът“. Тя участва в двадесет и три филма на Фасбиндер.
Актьорството е в нейния фокус и тя става особено известна с филмовата си работа с Райнер Вернер Фасбиндер. По време на създаването на „Ефи Брист“ (1974), адаптация на немски роман от Теодор Фонтане, Фасбиндер и Шигула се сблъскват с различни интерпретации на героя.  Друг проблем за Шигула е ниското заплащане и тя се бунтува срещу Фасбиндер по време на заснемането на „Ефи Брист“, заснет през септември 1972 г., известно време преди комерсиалното му пускане. Отговорът му е типично рязък:„Не мога повече да търпя гледката на лицето ти. Разбиваш ми топките“.  Те не работят заедно няколко години до „Бракът на Мария Браун“ (1978). Филмът е включен в 29-ия Берлински международен филмов фестивал, където тя печели Сребърна мечка за най-добра актриса за изпълнението си.  През 1980 г. тя участва в адаптацията на минисериала на Фасбиндер на „Берлин Александерплац“. 
Шигула участва заедно с Бруно Ганц в „Кръгът на измамата“ (1981) на Фолкер Шльондорфи с Изабел Юпер в „Страстта“  (1982) на Жан-Люк Годар. 
От 1982 г. след смъртта на Фасбиндер, тя играе рядко, предпочитайки сложни роли в мултинационални филми. Най-известните роли от този период са Полин Кроп във филма „Любов в Германия“ (1983) на Анджей Вайда, Олга във филма „Чиста лудост“ (1983) на Маргарета фон Трота, майката на Джакомо Казанова в телевизионния филм „Казанова” (1987) от Саймън Лангтън, Инга в „Умри отново“ (1991) от Кенет Брана.
Тя е член на журито на 15-ия Московски международен филмов фестивал през 1987 г. 
През 1990-те години тя става певица на шансон. В документалния филм на Джулиан Лоренц „Живот, любов и целулоид“ (1998), посветен на Фасбиндер и сродни теми, Шигула изпълнява няколко песни.
Шигула се появява във филма на Бела Тар „Веркмайстерови хармонии“ (2000) и във „VB51“ (2002). Пет години по-късно тя се появява във филма „На прага на рая“, режисиран от Фатих Акин. Появява се във филма на Роза фон Праунхайм „Жените на Фасбиндер“ (2000).
През 2007 г. тя получи почетната награда от филмовия фестивал „Златен портокал“ в Анталия, а през 2010 г. получава почетната Златна мечка от филмовия фестивал в Берлин. Тя участва във филма на Александър Сокуров „Фауст“ (2011) и във френската драма „Молитвата“ (2018) на Седрик Кан. Той е прожектиран в основната състезателна секция на 68-ия Международен филмов фестивал в Берлин.
Шигула живее в Париж от 1981 до 2014 г., след което се премества в Берлин.

## Избрана филмография
| Година | Филм                          | Оригинално заглавие           | Роля              | Режисьор                |
| ------ | ----------------------------- | ----------------------------- | ----------------- | ----------------------- |
| 1971   | Търговецът на четирите сезона | Händler der vier Jahreszeiten | Ана Еп            | Райнер Вернер Фасбиндер |
| 1972   | Свобода в Бремен              | Bremer Freiheit               | Луиза Мауер       | Райнер Вернер Фасбиндер |
| 1986   | Делта Форс                    | The Delta Force               | Ингрид Хардинг    | Менахем Голан           |
| 2023   | Клети създания                | Poor Things                   | Марта Вон Кърцрок | Йоргос Лантимос         |